# Marlborough, Connecticut
Marlborough är en kommun (town) i Hartford County i delstaten Connecticut, USA med cirka 5 709 invånare (2000). Den har enligt United States Census Bureau en area på totalt 60,6 km² varav 0,4 km² är vatten.